# Fairground
Singles de Simply Red
Your Mirror
(1992) Remembering the First Time
(1995)
Fairground est une chanson du groupe britannique Simply Red écrite et composée par son chanteur Mick Hucknall, sortie en single le 18 septembre 1995 comme premier extrait de l'album Life.
Elle comporte un sample du titre Give It Up par The Goodmen (en),.
Il s'agit du seul single du groupe à se classer en tête des ventes au Royaume-Uni. Il atteint également la 1re place en Irlande.

## Distinctions
Fairground obtient deux nominations aux Brit Awards 1996: Meilleur single britannique et Meilleure vidéo britannique. 

## Classements hebdomadaires
| Classement (1995)                       | Meilleure position |
| --------------------------------------- | ------------------ |
| Allemagne (GfK Entertainment)           | 5                  |
| Australie (ARIA)                        | 7                  |
| Autriche (Ö3 Austria Top 40)            | 5                  |
| Belgique (Flandre Ultratop 50 Singles)  | 2                  |
| Belgique (Wallonie Ultratop 50 Singles) | 10                 |
| France (SNEP)                           | 26                 |
| Irlande (IRMA)                          | 1                  |
| Italie (FIMI)                           | 3                  |
| Nouvelle-Zélande (RMNZ)                 | 6                  |
| Pays-Bas (Nederlandse Top 40)           | 6                  |
| Pays-Bas (Single Top 100)               | 5                  |
| Royaume-Uni (UK Singles Chart)          | 1                  |
| Suède (Sverigetopplistan)               | 17                 |
| Suisse (Schweizer Hitparade)            | 6                  |

## Certifications
| Pays              | Certification | Unités certifiées |
| ----------------- | ------------- | ----------------- |
| Allemagne (BVMI)  | Or            | 250 000           |
| Australie (ARIA)  | Or            | 35 000            |
| Royaume-Uni (BPI) | Platine       | 600 000           |